# Rhipidura
Rhipidura es un género de aves paseriformes perteneciente a la familia Rhipiduridae distribuidas por Australasia.

## Especies
El género comprende las siguientes especies:
- Rhipidura Vigors y Horsfield, 1827;
  - Rhipidura superciliaris (Sharpe, 1877) – abanico azul de Mindanao;
  - Rhipidura samarensis (Steere, 1890) – abanico azul de las Bisayas;
  - Rhipidura cyaniceps (Cassin, 1855) – abanico cabeciazul de Luzón;
  - Rhipidura sauli Bourns y Worcester, 1894 – abanico cabeciazul de Tablas;
  - Rhipidura albiventris (Sharpe, 1877) – abanico cabeciazul de las Bisayas;
  - Rhipidura albicollis (Vieillot, 1818) – abanico gorjiblanco;
  - Rhipidura albogularis (Lesson, 1832) – abanico pechipinto;
  - Rhipidura euryura S. Müller,  1843 – abanico ventriblanco;
  - Rhipidura aureola Lesson, 1831 – abanico cejiblanco;
  - Rhipidura javanica (Sparrman, 1788) – abanico pío de la Sonda;
  - Rhipidura nigritorquis Vigors, 1831 – abanico pío de Filipinas;
  - Rhipidura perlata S. Müller,  1843 –  abanico perlado;
  - Rhipidura leucophrys (Latham, 1801) – abanico lavandera;
  - Rhipidura diluta Wallace, 1864 – abanico cabecipardo;
  - Rhipidura fuscorufa P.L. Sclater, 1883 – abanico colicanela;
  - Rhipidura rufiventris (Vieillot, 1818) – abanico norteño;
  - Rhipidura cockerelli (E.P. Ramsay, 1879) – abanico de la Cockerell;
  - Rhipidura threnothorax S. Müller,  1843 – abanico del matorral;
  - Rhipidura maculipectus G.R. Gray, 1858 – abanico colipinto;
  - Rhipidura leucothorax Salvadori, 1874 – abanico pechiblanco;
  - Rhipidura atra Salvadori, 1876 – abanico negro;
  - Rhipidura hyperythra G.R. Gray, 1858 – abanico ventrirrufo;
  - Rhipidura albolimbata Salvadori, 1874 – abanico amistoso;
  - Rhipidura albiscapa Gould, 1840 – abanico gris;
  - Rhipidura fuliginosa (Sparrman, 1787) – abanico maorí;
  - Rhipidura phasiana De Vis, 1885 – abanico de manglar;
  - Rhipidura drownei Mayr, 1931 – abanico pardo;
  - Rhipidura tenebrosa E.P. Ramsay, 1882 – abanico sombrío;
  - Rhipidura rennelliana Mayr, 1931 – abanico de la Renell;
  - Rhipidura verreauxi Marie, 1870 – abanico moteado;
  - Rhipidura personata E.P. Ramsay, 1875 – abanico de Kadavu;
  - Rhipidura nebulosa Peale, 1848 – abanico samoano;
  - Rhipidura phoenicura S.Müller,  1843 – abanico colirrojo;
  - Rhipidura nigrocinnamomea Hartert, 1903 – abanico rojinegro;
  - Rhipidura brachyrhyncha Schlegel, 1871 – abanico dimorfo;
  - Rhipidura lepida Hartlaub & Finsch, 1868 – abanico de Palau;
  - Rhipidura dedemi van Oort, 1911 – abanico de Seram;
  - Rhipidura superflua Hartert, 1899 – abanico de Buru;
  - Rhipidura teysmanni Büttikofer, 1892 – abanico de Célebes;
  - Rhipidura sulaensis Neumann, 1939 – abanico de Taliabu;
  - Rhipidura opistherythra P.L. Sclater, 1883 – abanico de Tanimbar;
  - Rhipidura rufidorsa A.B.Meyer, 1874 – abanico dorsirrufo;
  - Rhipidura dahli Reichenow, 1897 – abanico de Bismarck;
  - Rhipidura matthiae Heinroth, 1902 – abanico de San Matías;
  - Rhipidura malaitae Mayr, 1931 – abanico de Malaita;
  - Rhipidura semirubra P.L. Sclater, 1877 – abanico de la Manus;
  - Rhipidura rufifrons (Latham, 1801) – abanico rojizo;
  - Rhipidura kubaryi Finsch, 1876 – abanico de Ponapé;
  - Rhipidura dryas Gould, 1843 – abanico de Arafura.